# Вулиця Смілянська (Черкаси)
Вулиця Сміля́нська — вулиця в Черкасах, яка є головною після бульвару Шевченка вулицею міста.

## Розташування
Починається від вулиці Верхньої Горової на сході. Простягається на 5,6 км на південний захід до Черкаського аеропорту, де є головними «ворітьми» міста. З вулицею перехрещуються велика кількість інших, як головних, так і другорядних, в Південно-Західному мікрорайоні проходить через Велике коло. Майже на початку перетинає бульвар Шевченка. В центральній своїй частині проходить під залізничним мостом.

## Опис
Вулиця досить широка, по 2-3 смуги руху в кожен бік, від бульвару Шевченка облаштована дротами для руху тролейбусів.

## Походження назви
Вперше вулиця згадується 1879 року як Вокзальна. В 1893 році була перейменована на сучасну назву через сусіднє з Черкасами місто Сміла, дорога до якого починається саме з цієї вулиці. З 1941 по 1992 роки називалась Комсомольською, але в період німецької окупації в 1941-1943 роках називалась Німецькою. У 1992 році їй було повернуто нинішню назву.

## Будівлі
По вулиці розташовані Кінопалац «Україна», ЦНТЕІ, будинок дитячої та юнацької творчості, Центральний ринок, Головне управління Національної поліції, Центральний стадіон, Черкаський м'ясокомбінат «ЧПК», ЗБВ, готель Нива, центральний автовокзал та аеропорт.
Окрім цього тут знаходиться велика кількість торговельних (Сіті-Центр та ін.) та розважальних центрів. Навпроти стадіону до вулиці примикає Соборний парк, де розташований Свято-Михайлівський собор. Біля Великого кола розташований парк Перемоги із зоопарком.

## Галерея

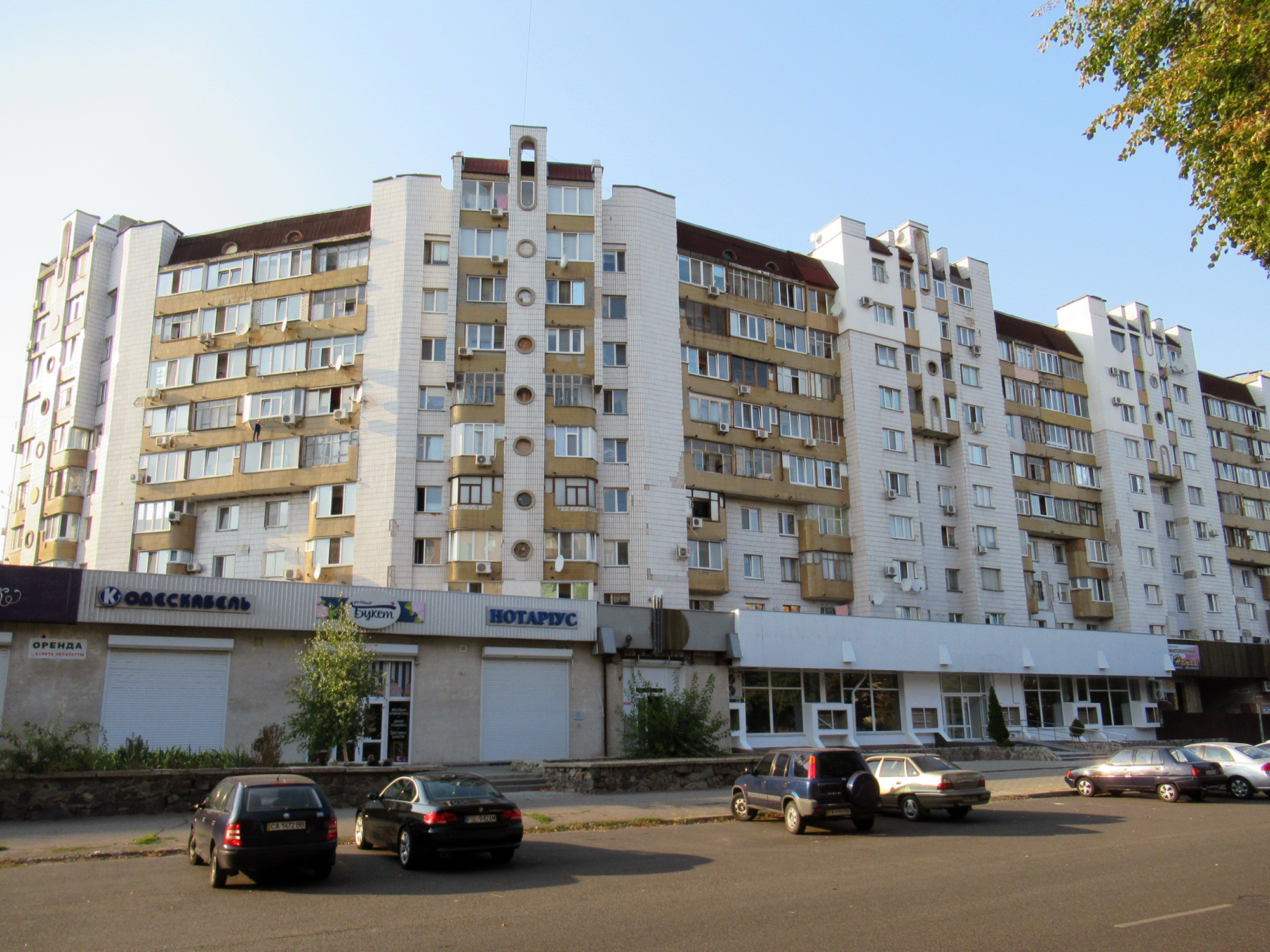
№ 2
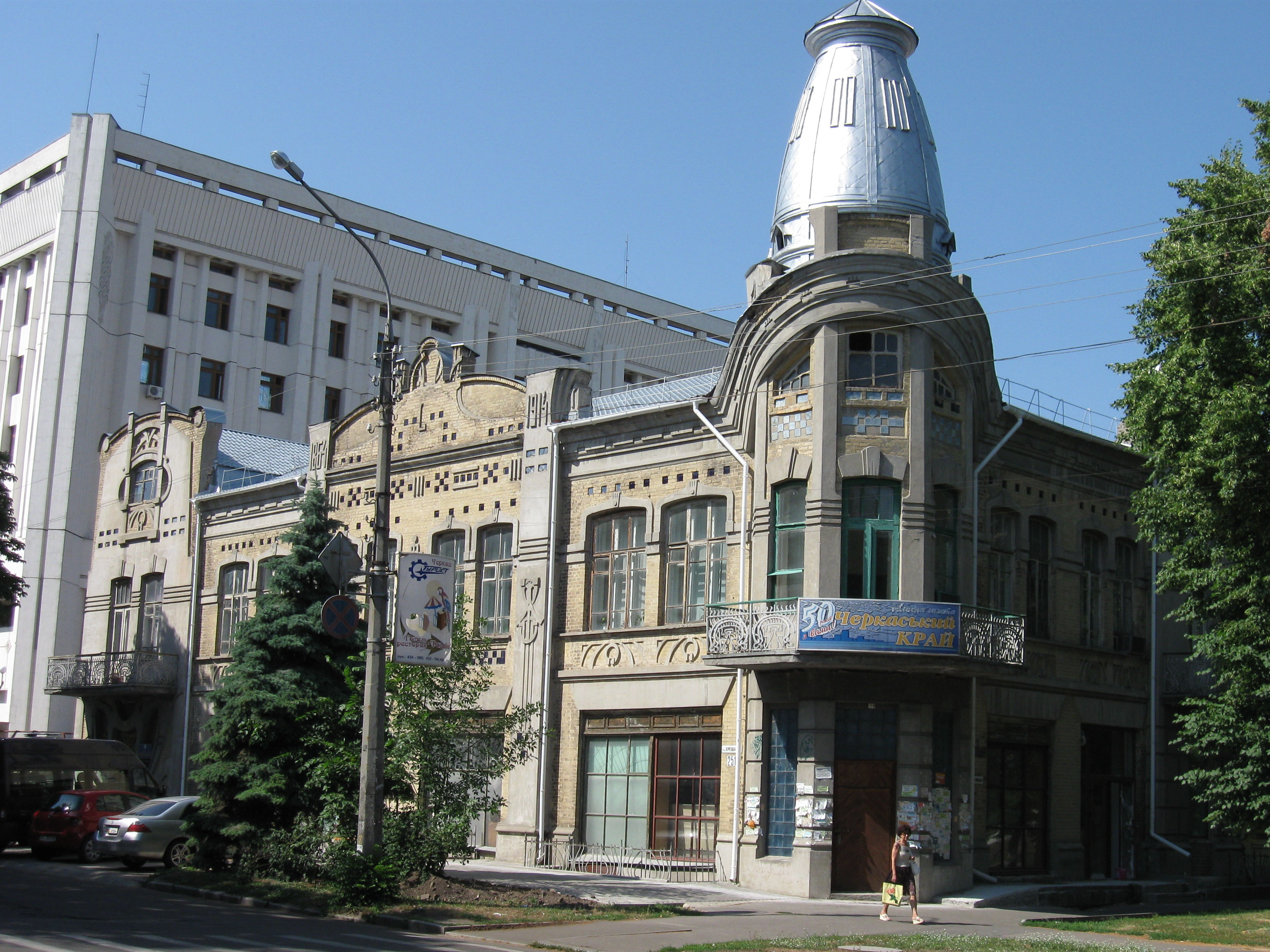
Колишній громадський банк на розі вул. Хрещатик
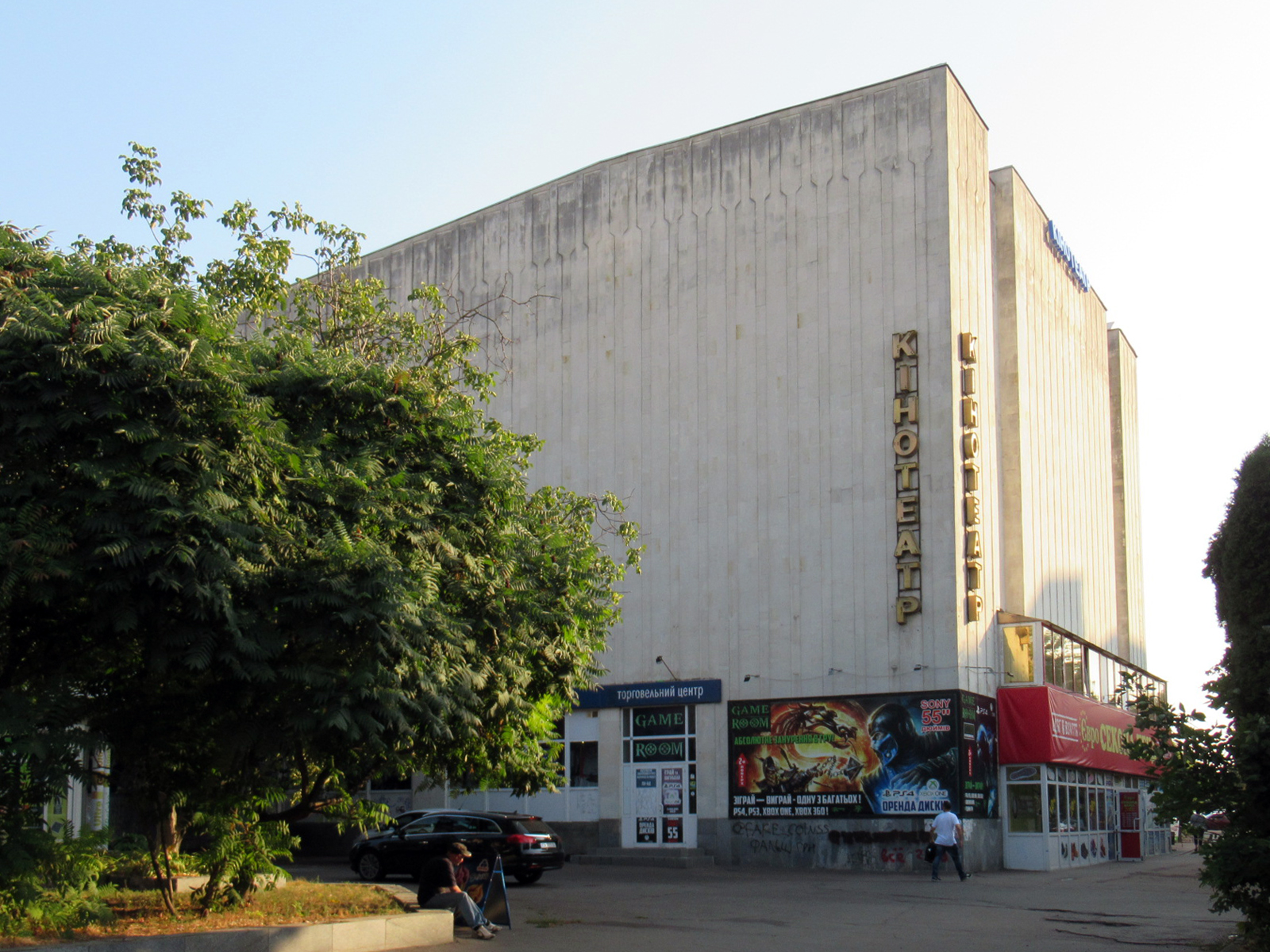
№ 21 — кінопалац «Україна»
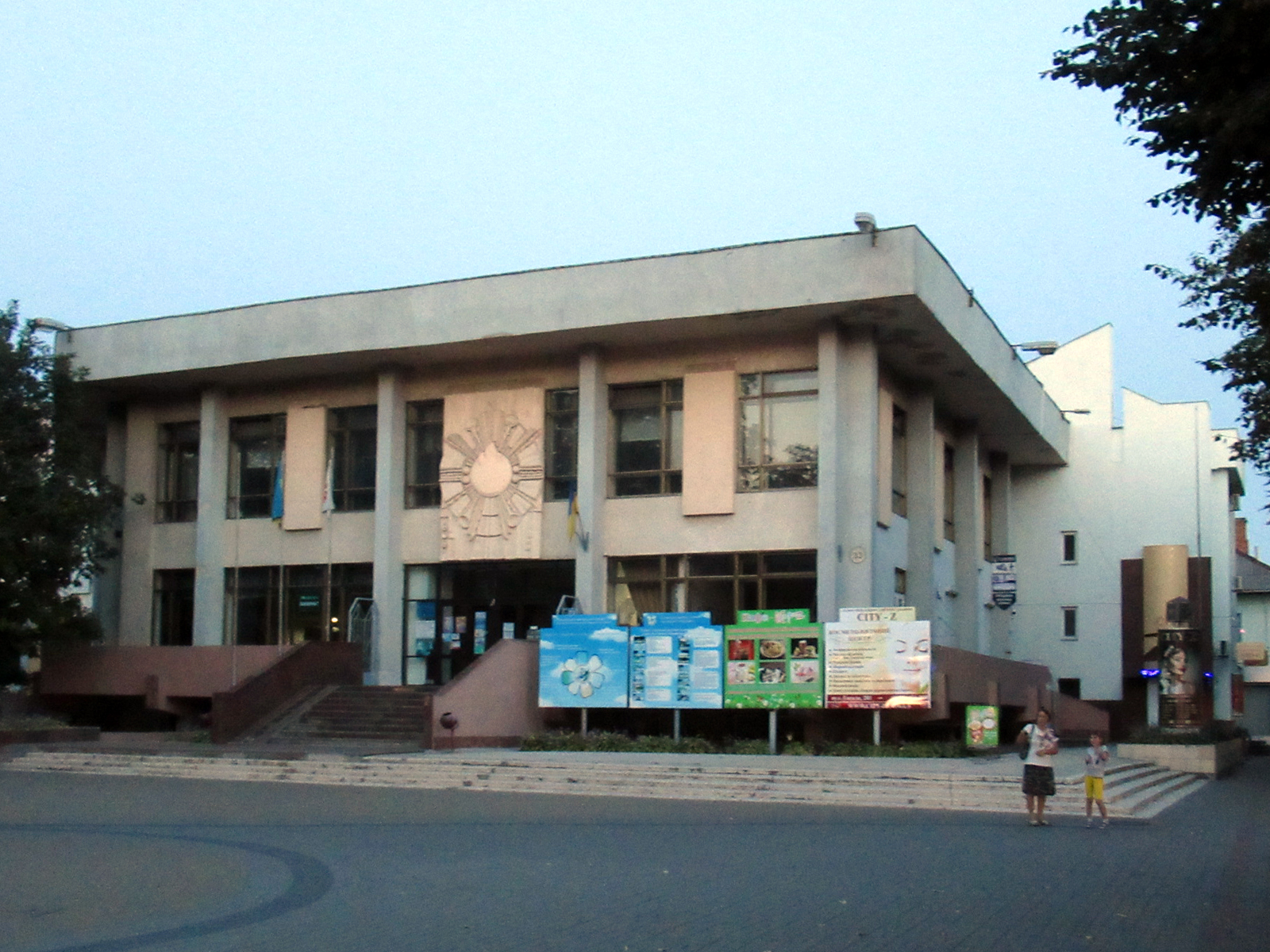
№ 33 — новий корпус Палацу дитячої та юнацької творчості
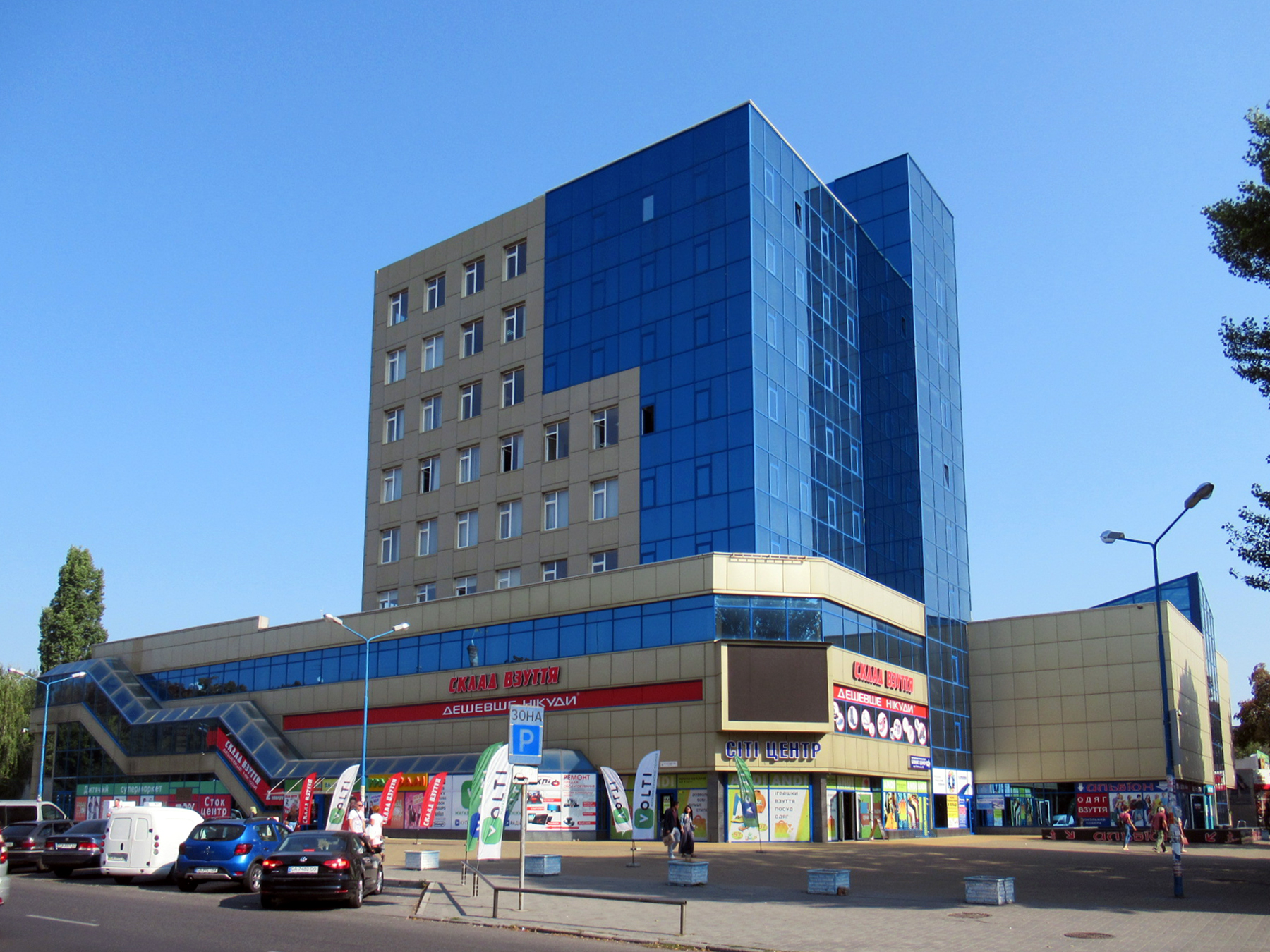
№ 46 — ТРЦ «Сіті-Центр» на розі з вул. Благовісною
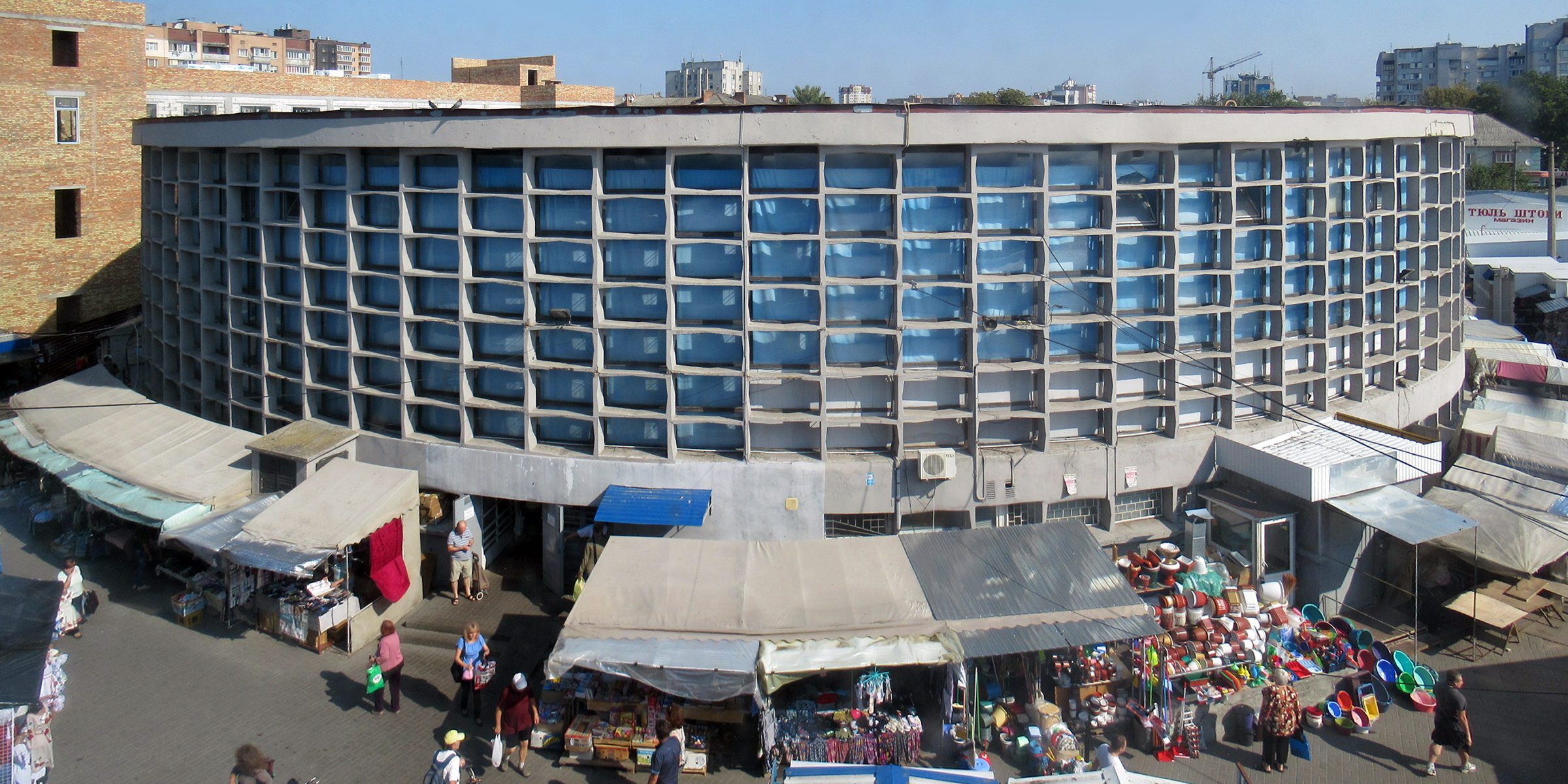
Критий ринок
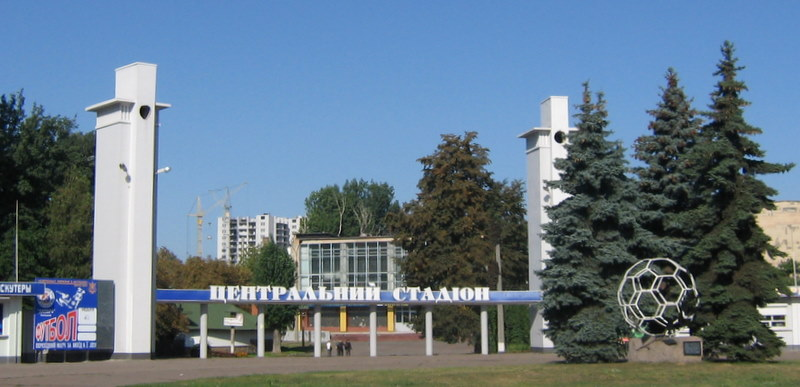
№ 78 — Центральний стадіон
№ 212 — Свято-Михайлівський собор
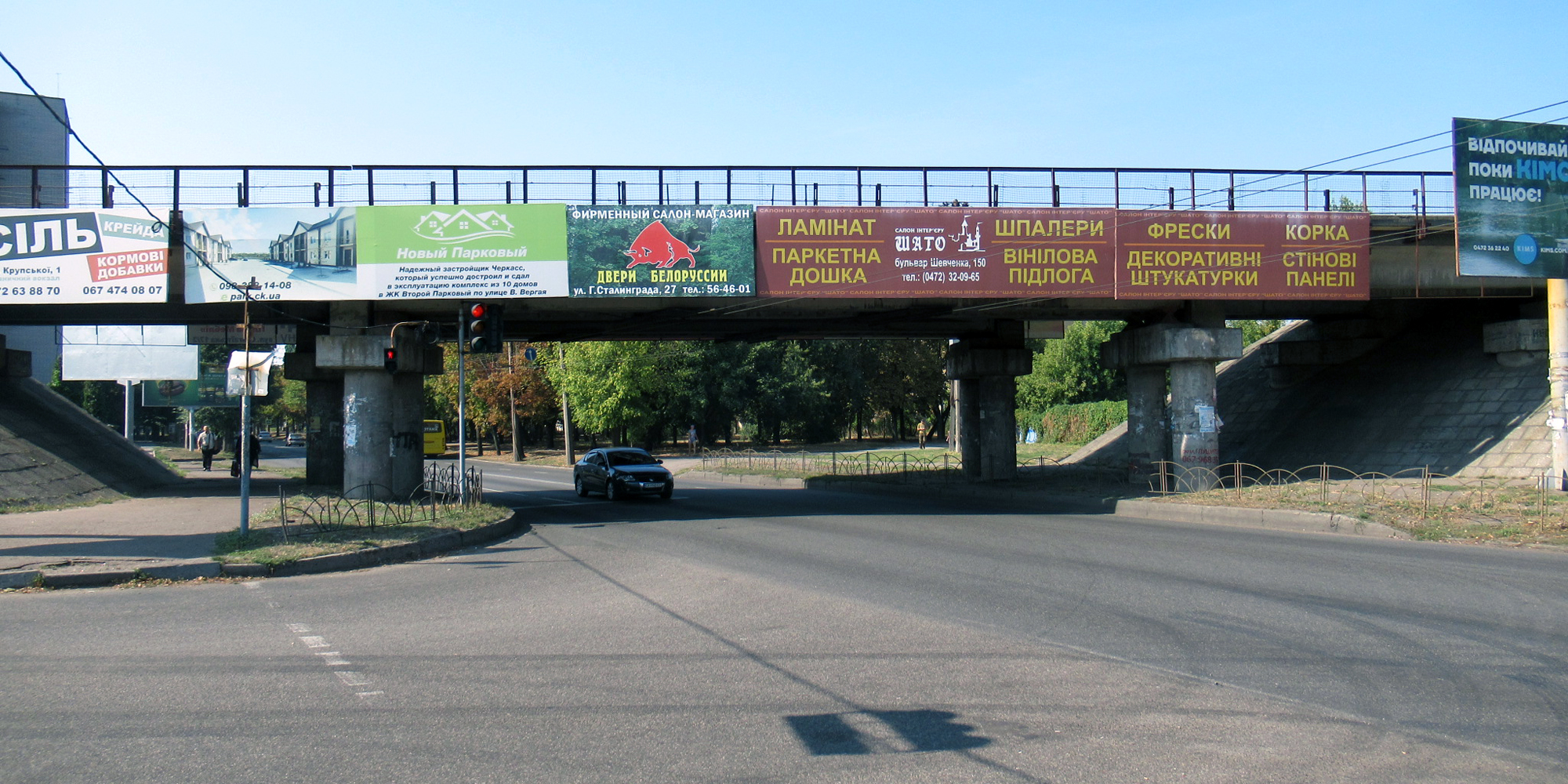
шляхопровід залізниці над вулицею
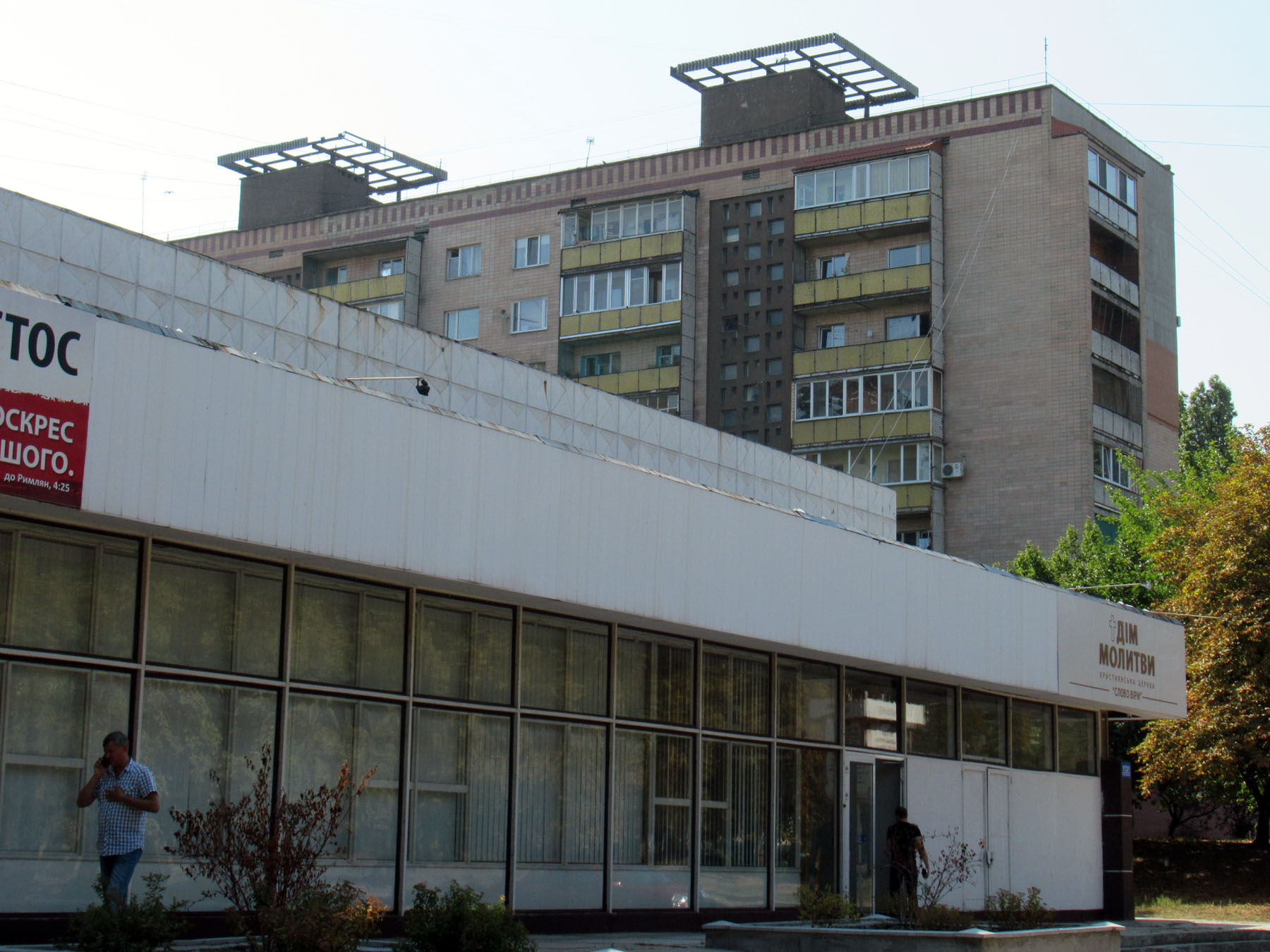
№ 113/1 — колишній кінотеатр «Романтик» дім молитви християнської церкви «Слово віри») і № 115/1 — житловий будинок 87-ї серії з незвичайними перголами над ліфтовими надбудовами
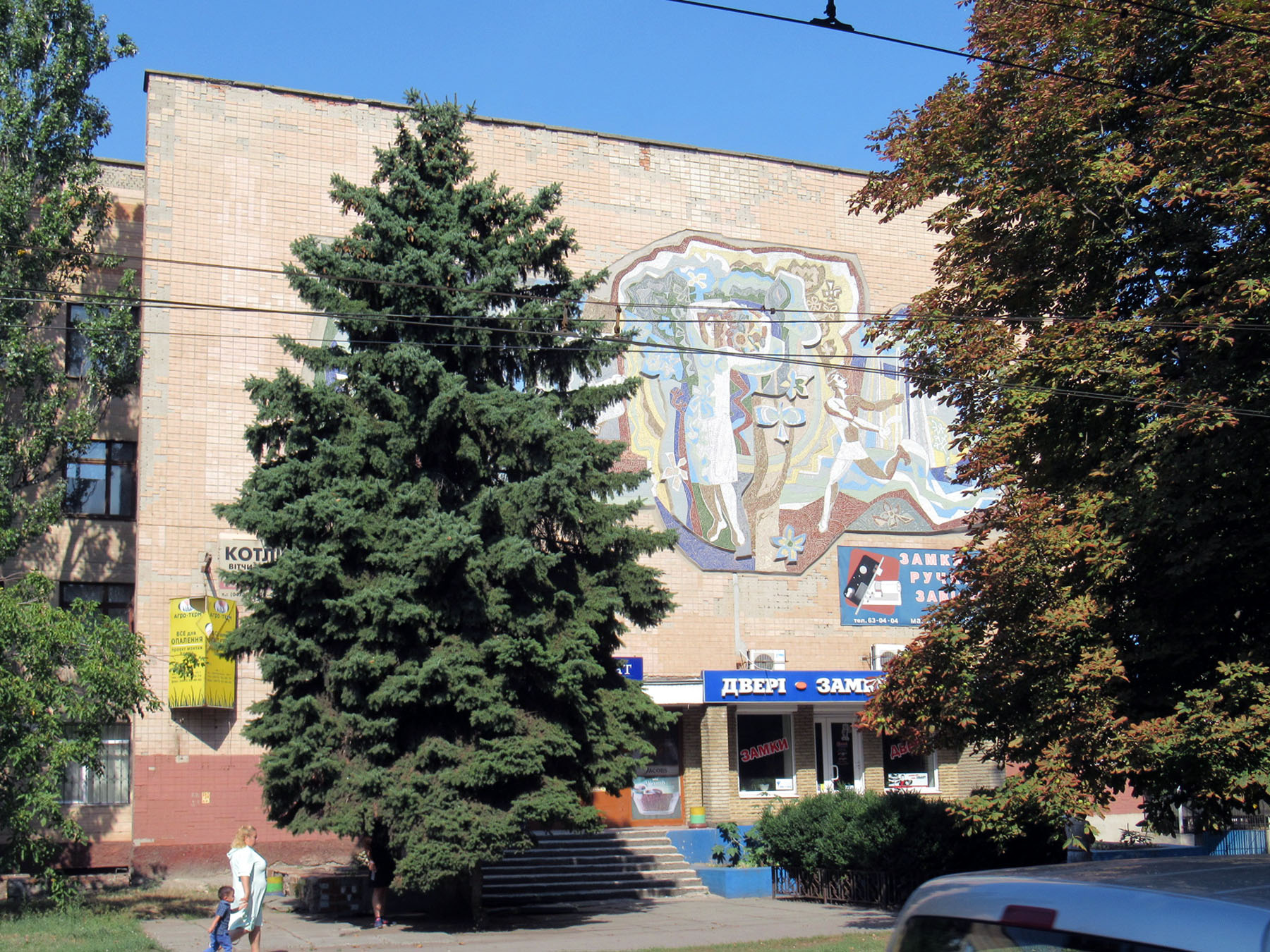
№ 120/1 — адміністративна будівля з мозаїкою
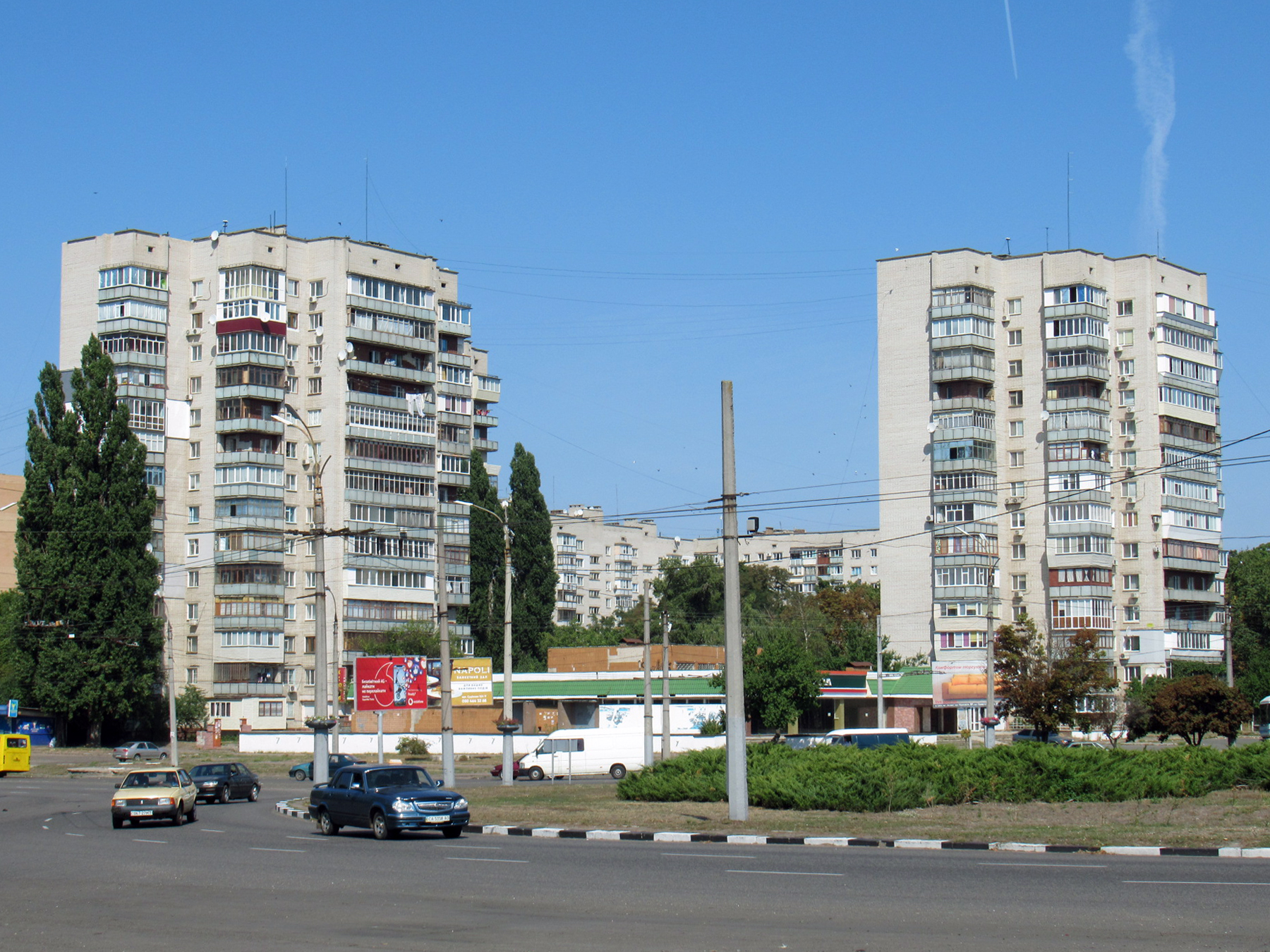
просп. Перемоги, 4 і вул. Смілянська, 130 — будинки проєкту 124-87-107
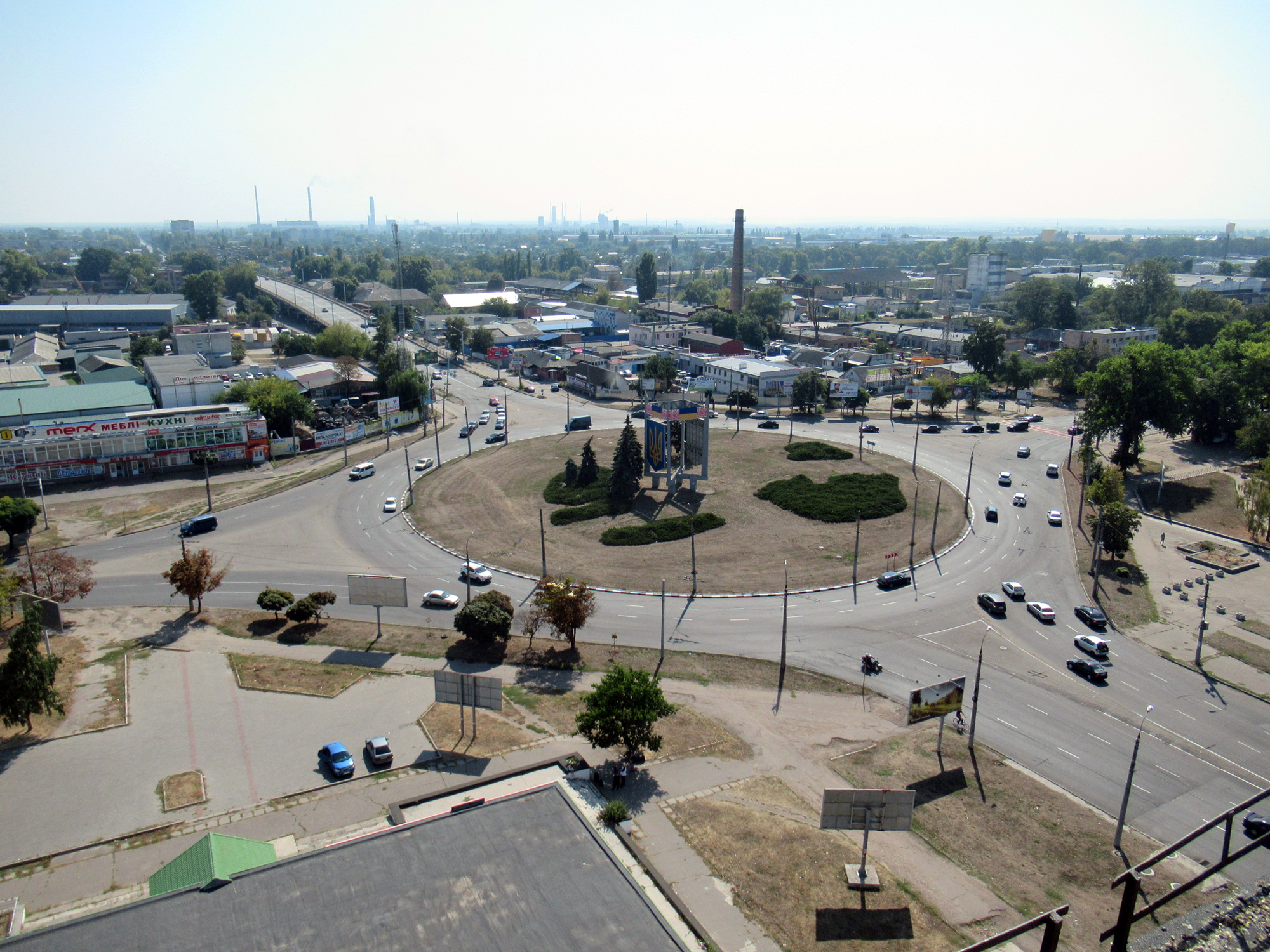
круг на пл. Перемоги, де до вулиця прилучаються проспекти Перемоги і Хіміків
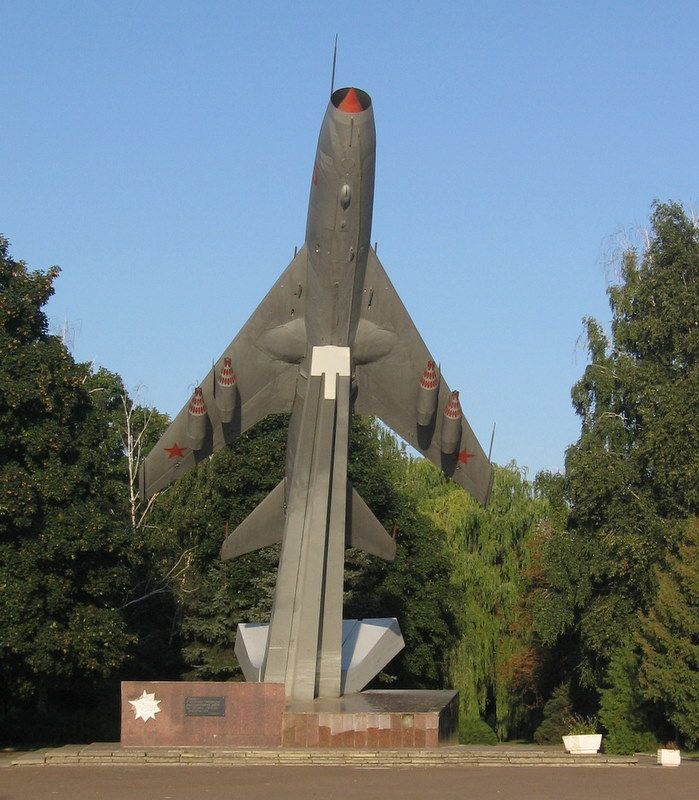
пам'ятник Су-17 в міському парку